# Reithaus (Berlin)

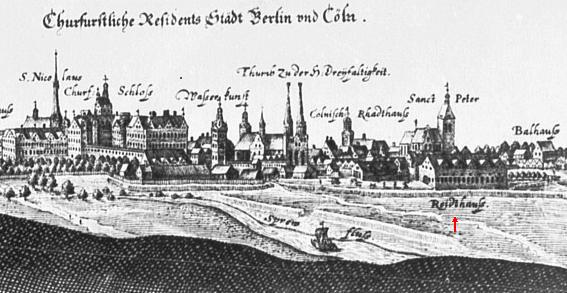
Lage des kurfürstlichen Reithauses westlich vor den Toren der Doppelstadt Berlin-Cölln; Ausschnitt aus einer Graphik von Albrecht Christian Kalle

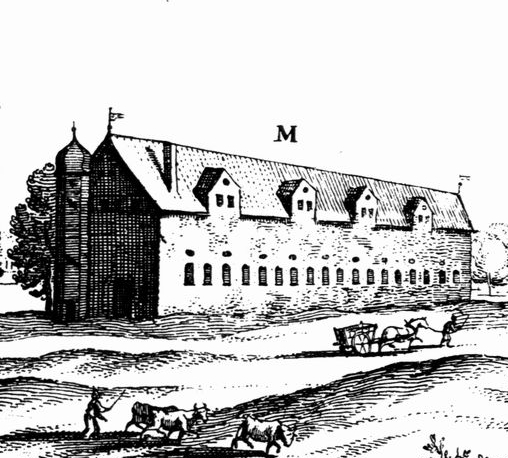
Das renovierte kurfürstliche Reithaus auf dem Friedrichswerder (Ausschnitt aus einer Berlin-Ansicht von Caspar Merian, 1652)

Das Reithaus in Berlin war in der Barockzeit ein vor der westlichen Stadtmauer gelegenes „kurfürstliches langes Stallgebäude“. Das Reithaus bestand bereits im Dreißigjährigen Krieg (1618–1648) und wurde 1700–1701 zu einer deutsch-französischen Doppelkirche umgebaut, die 1831 durch die Friedrichswerdersche Kirche von Karl Friedrich Schinkel ersetzt wurde.

## Funktion des Reithauses
Das Reithaus diente den brandenburgischen Kurfürsten als Stallgebäude und enthielt auch eine gedeckte Reitbahn. Es handelte sich um ein sehr langes (288 Fuß, ca. 90,4 m), aber schmales Gebäude, das in Nord-Süd-Richtung ausgerichtet war. Während des Dreißigjährigen Krieges verfiel das Gebäude und hatte schließlich kein Dach mehr. 1648 ließ der Kurfürst Friedrich Wilhelm es wieder aufbauen, um dort die Reiterspiele (Ringel- und Quintenrennen usw.) durchzuführen, die bisher auf der Stechbahn direkt am Schloss stattgefunden hatten. Der Stich von Caspar Merian von 1652 zeigt das Gebäude in seinem renovierten Zustand (siehe Abbildung). An der Nordseite des Gebäudes befand sich ein Treppenturm, der das Erreichen des oberen Stockwerks erlaubte.

## Umbau zu einer Doppelkirche

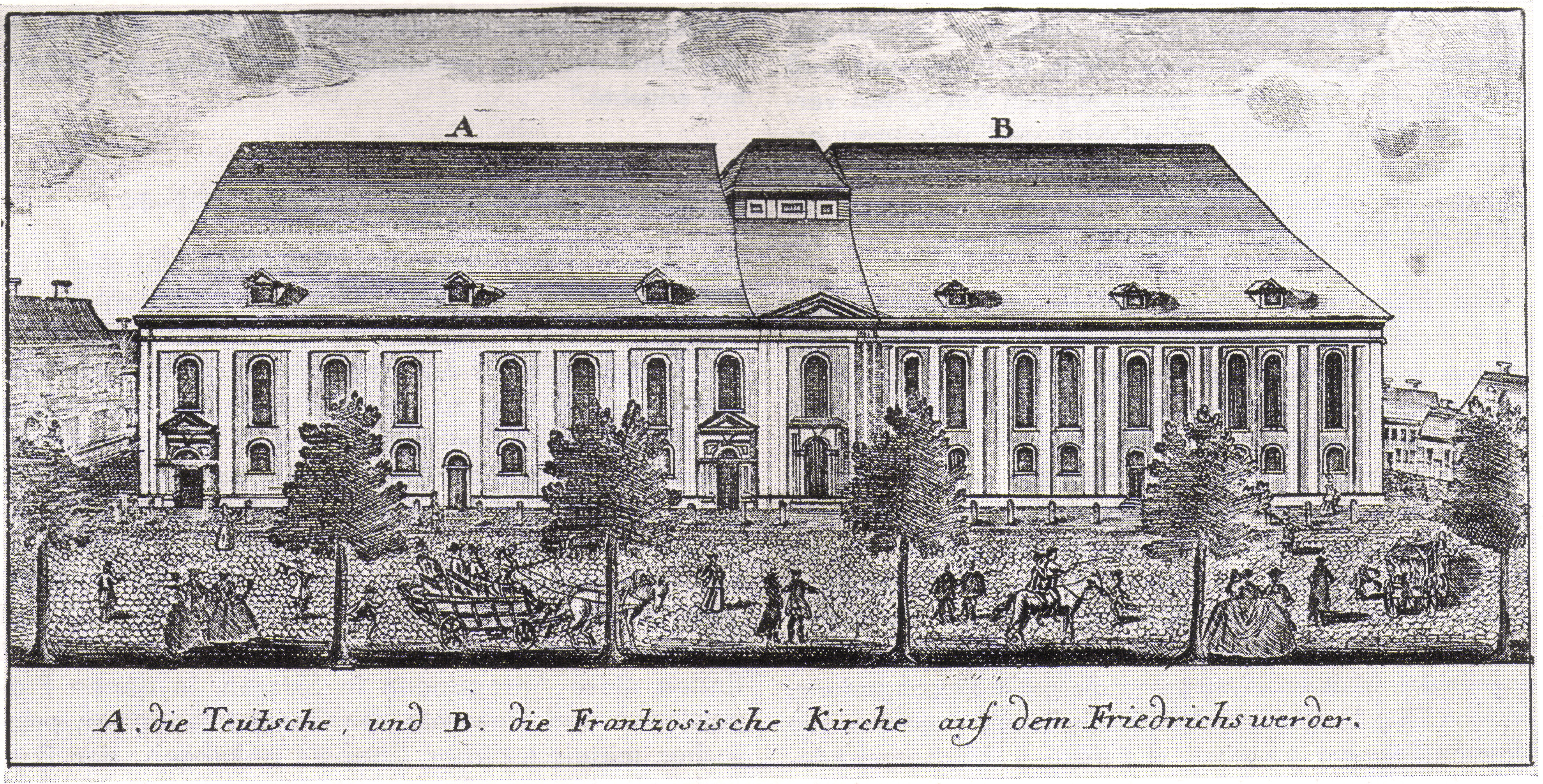
Die deutsch-französische Doppelkirche im umgebauten alten Reithaus (Kupferstich von Schleuen, 1760)

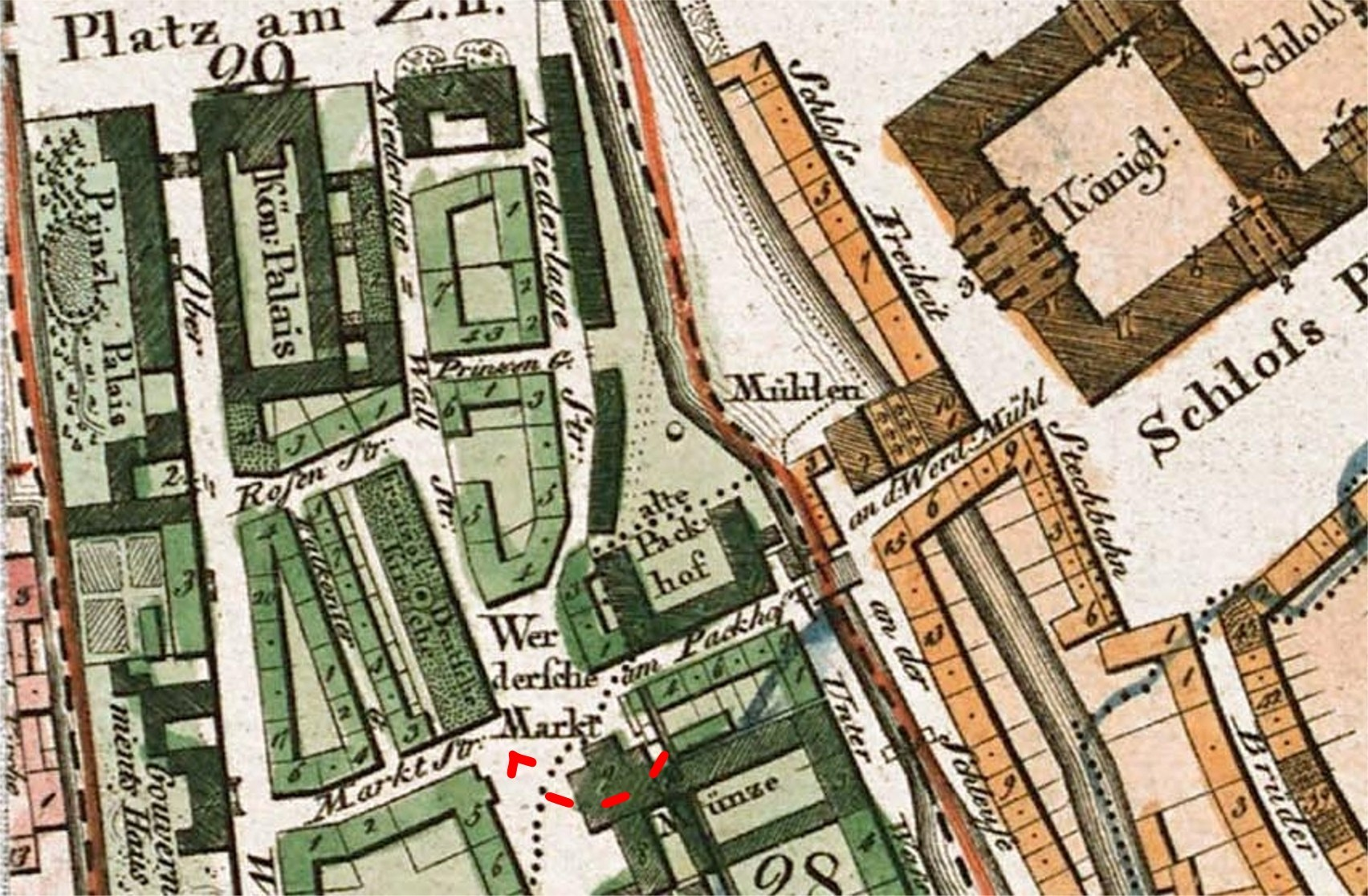
Lage der deutsch-französischen Doppelkirche auf dem Friedrichswerder in Berlin (Ausschnitt aus einem Berlin-Stadtplan von Selter, 1811)

Da sich in den Folgejahren immer mehr Menschen in der Gegend um das Reithaus herum vor den westlichen Stadttoren Berlins ansiedelten, wurde dieses Gebiet 1662 als „Friedrichswerder“ zur dritten selbständigen Gemeinde neben Berlin und Cölln erhoben. Seit 1685 ließen sich vor allem zahlreiche französische Hugenotten, die als Flüchtlinge nach Berlin gekommen waren, hier nieder.
Der neue Stadtteil Friedrichswerder besaß jahrzehntelang keine eigene Kirche. Erst im Jahre 1699 wurde der deutschen und der französischen Gemeinde von Friedrichswerder von Kurfürst Friedrich III., dem späteren König Friedrich I., das alte Reithaus zur gemeinsamen Nutzung als Kirche zugewiesen. Um es für kirchliche Zwecke nutzbar zu machen, wurde das Gebäude 1700–1701 von dem Baumeister Giovanni Simonetti nach einem Entwurf des Baudirektors Martin Grünberg zu einer Doppelkirche umgebaut. Dabei wurde das alte Reithaus in der Mitte durch eine innere Mauer geteilt. Im Nordteil des Gebäudes kam die französisch-reformierte Gemeinde und im südlichen Teil die deutsche evangelische Gemeinde Friedrichswerders unter.

## Neubau der Friedrichswerderschen Kirche
1831 wurde die deutsch-französische Doppelkirche durch einen Neubau des Architekten Karl Friedrich Schinkel ersetzt, die „Friedrichswerdersche Kirche“.